# Kaito Taniguchi
Kaito Taniguchi (født 7. september 1995) er en japansk fodboldspiller, som spiller for den japanske fodboldklub Iwate Grulla Morioka.